# Josep Maria Alaminos Garcia
Josep Maria Alaminos Garcia (Játar, Granada, 1967) és un artista.
De molt jove, la seva família abandonà Andalusia i es traslladà a viure a Alcúdia.
Es llicencià en Belles Arts per la Universitat de Granada en 1990 i continuà estudis de doctorat.
Ha guanyat diversos premis i beques d'importància. En l'actualitat és professor d'art (Dibuix, pintura, gravat i estampació).
Alaminos ha exposat en exposicions col·lectius i individuals. Moltes de les seves obres estan repartides en diferents institucions com la Biblioteca Nacional d'Espanya, Govern Balear, Universitat de Granada, Museu de les Belles Arts d'Anvers (Bèlgica), Ministeri de la comunitat de Flandes - Anvers (Bèlgica), etc.